# 陆永安 (1938年)
陆永安（1938年9月—），男，汉族，安徽六安人，中共党员，中华人民共和国小学校长。

## 生平
1962年至1965年在安徽师范大学（原合肥师范学院）函授中文专业学习，特级教师，中学高级教师，曾任六安市城北小学校长。被授予安徽省劳动模范、安徽省优秀教师、优秀党员、安徽省有突出贡献的中青年专家等称号，被评为全国教育系统劳动模范，全国德育先进工作者，全国先进少儿工作者。是第七届全国人大代表，第八届安徽省人大代表。:282